# Rodolfo Castro Fox
Rodolfo Alberto Castro Fox (Pehuajó, Provincia de Buenos Aires; 14 de junio de 1942) fue un militar argentino que se destacó como comandante de la 3.ª Escuadrilla Aeronaval de Caza y Ataque, con la cual combatió en la guerra de las Malvinas. Participó en misiones de combate en condiciones físicas disminuidas a causa de un accidente aéreo a bordo del portaviones ARA Veinticinco de Mayo (V-2) poco antes de que comenzara la guerra.

## Trayectoria en la Armada
Castro Fox egresó de la Escuela Naval Complementaria Gurruchaga como Guardiamarina y realizó el curso de Aviador Naval en la base Aeronaval de Punta Indio.
Cómo aviador naval asumió las funciones de señalero y piloto de vuelos Ferry, de enlace y de ataque. Dentro de la Aviación Naval, voló una gran variedad de aeronaves de caza y ataque, solicitó su retiro con el grado de Capitán de navío. Durante sus 25 años de actividad aérea, completó casi 4000 períodos de vuelo alcanzando 6000 horas de vuelo y cerca de 10700 aterrizajes. 260 de ellos fueron en portaaviones, convirtiéndose en Bi-centurion.

## Actuación en la guerra de las Malvinas
Volábamos con aviones fisurados, pero era la guerra.
Rodolfo Castro Fox siendo entrevistado por Radio Nacional

Durante la guerra de las Malvinas Castro Fox fue el comandante de la  3.ª. Escuadrilla Aeronaval de Caza y Ataque que contaba con ocho aviones A-4Q Skyhawk. Tres aviones de la escuadrilla embarcaron en el portaaviones ARA Veinticinco de Mayo el 29 de marzo de 1982, sumándose al Grupo Aeronaval Embarcado. Regresaron a la Base Aeronaval Comandante Espora el 6 de abril, habiendo tenido un rol significativo en el hundimiento del HMS Ardent.
Durante el hundimiento del HMS Ardent Castro Fox y su sublíder, Zubizarreta,  tenían los aviones equipados con los dos únicos equipos de navegación VLF de la unidad. Ambos equipos funcionaron incorrectamente y llevaron a los aviadores a puntos errados de las islas. Buscaron blancos durante 15 minutos y volvieron a la Base a las 12:10 horas.

## Condecoraciones
- 1982: Distintivo “Operaciones de combate de Malvinas”, Armada de la República Argentina.
- 1993: Medalla del Honorable Congreso de la Nación a los combatientes.
- 2013: Condecoración “Honor al valor en combate.”[7]
- 2014: Estatuilla Malvinas Argentinas de Armada de la República Argentina